# Summit Trail
Le Summit Trail – ou Enchanted Rock Summit Trail – est un sentier de randonnée américain situé dans les comtés de Gillespie et Llano, au Texas. Protégé au sein de l'aire naturelle d'État d'Enchanted Rock, ce sentier de 0,67 mille gravit l'Enchanted Rock jusqu'à son sommet.